# Alwyn Ragnar Garrett
Sir Alwyn Ragnar Garrett KBE, CB, avstralski general, * 12. februar 1900, † 4. november 1977.
V letih 1958 in 1960 je bil načelnik Generalštaba Avstralske kopenske vojske.